# Cửu Long Trại Thành

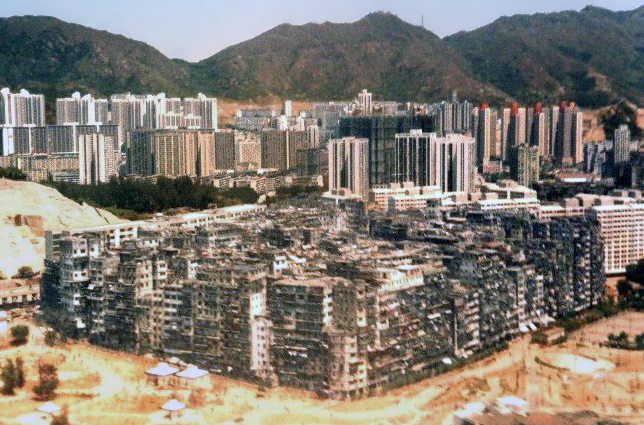
Cửu Long Trại Thành

Cửu Long Trại Thành (Phồn thể: 九龍寨城, Giản thể: 九龙寨城, tiếng Anh: Kowloon Walled City) là một khu dân cư đông đúc tồn tại ở Tân Cửu Long, Hồng Kông từ cuối thế kỷ 19 cho tới đầu thập niên 1990 trước khi bị chính quyền Hồng Kông cho di dời và phá bỏ để thay thế bằng công viên Cửu Long Trại Thành (九龍寨城公園). Vốn là một pháo đài của Nhà Thanh, Cửu Long Trại Thành bị chia cắt về mặt địa lý với Đại lục và rơi vào tình trạng gần như không có sự quản lý chính thức của chính quyền sau khi Tân Giới bị Nhà Thanh nhượng lại cho Đế quốc Anh năm 1898. Trong Chiến tranh thế giới thứ hai dưới sự chiếm đóng của chính quyền Đế quốc Nhật, khu vực này dần phát triển thành một khu dân cư đông đúc. Thống kê năm 1987 cho thấy trên diện tích chỉ 2,6 héc ta của Cửu Long Trại Thành đã có tới 33000 người cư ngụ, với mật độ dân số là 1,255,000/km², từng được xem là nơi có mật độ dân số cao nhất thế giới. Trong suốt khoảng thời gian từ thập niên 1950 tới 1970, Cửu Long Trại Thành gần như nằm dưới sự kiểm soát của các băng nhóm xã hội đen và có tỉ lệ mại dâm, cờ bạc và nghiện hút rất cao.
Tháng 1 năm 1987, chính quyền Hồng Kông công bố kế hoạch dỡ bỏ Cửu Long Trại Thành. Sau quá trình di dân phức tạp, việc phá hủy Cửu Long Trại Thành kéo dài hơn một năm từ tháng 3 năm 1993 tới tháng 4 năm 1994, thay thế vào đó một công viên lớn được mở cửa tại đây từ tháng 12 năm 1995. Một số di tích cũ của Cửu Long Trại Thành như Cổng Nam vẫn được giữ lại với mục đích bảo tồn.

## Lịch sử

### Trước 1945

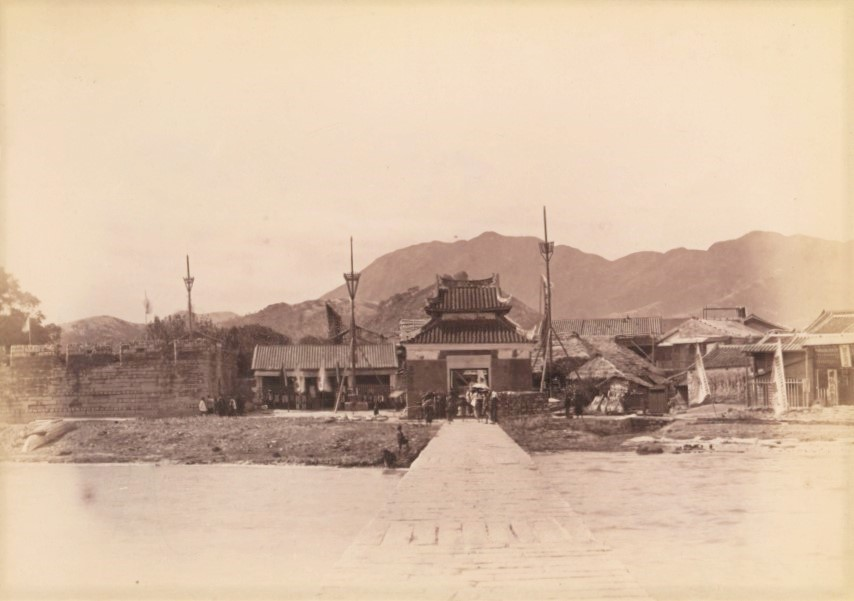
Long Tân Kiều và Long Tân Các của Cửu Long Trại Thành năm 1898.

Lịch sử của khu vực Cửu Long Trại Thành có từ thời Nhà Tống khi một điểm đồn trú nhỏ được mở ở đây để quản lý việc giao thương muối, năm 1668 số lính đóng ở đây được ghi lại là vào khoảng 30 người. Một tiền đồn ven biển được mở tại đây vào khoảng năm 1810 trước khi đảo Hồng Kông bị hoàng đế Đạo Quang nhà Thanh nhượng lại cho Đế quốc Anh theo điều khoản của Điều ước Nam Kinh. Để tăng cường cho việc phòng thủ Đại lục sau khi đã mất Hồng Kông vào tay người Anh, nhà Thanh đã cho củng cố lại Cửu Long Trại Thành với hệ thống thành lũy kiên cố được hoàn thành năm 1847. Trong thời gian Thái Bình Thiên Quốc hoạt động, Cửu Long Trại Thành đã bị quân Thái Bình Thiên Quốc chiếm đóng một vài tuần trước khi được nhà Thanh giành lại.
Theo điều khoản của Công ước điều chỉnh địa giới Hồng Kông năm 1898 Tân Giới được nhượng lại tiếp cho Đế quốc Anh thuê trong khoảng thời gian 99 năm nhưng Cửu Long Trại Thành, khi đó có số dân khoảng 700 người, vẫn thuộc quyền quản lý của Trung Quốc. Trung Quốc được người Anh cho phép cử quan chức tới đây quản lý với điều kiện họ không được dính dáng tới an ninh của thuộc địa Hồng Kông của Anh. Do nghi ngờ Tổng đốc Quảng Châu cử quân tới đóng tại đây để chống lại Công ước, quân đội Anh đã tấn công Cửu Long Trại Thành vào tháng 5 năm 1899, khi đó trong thành chỉ có 150 người cùng vài viên quan còn ở lại trong khi lính của Tổng đốc Quảng Châu đã rút đi từ trước. Tuy giành lấy quyền kiểm soát nhưng người Anh không quan tâm mấy tới việc phát triển khu vực này. Ngoài một nhà dưỡng lão do nhà thờ Tin lành xây dựng, một trường học và nhà tế bần, khu vực này gần như không được phát triển thêm và tới năm 1933 thì chính quyền Hồng Kông bắt đầu lên kế hoạch phá bỏ dần dần khu thành trại cũ. Trong Chiến tranh thế giới thứ hai, người Nhật đã phá bỏ nốt phần tường thành để lấy đá xây dựng sân bay Khải Đức ở gần đó.

### 1945-1993
Sau khi người Nhật đầu hàng, Trung Quốc tuyên bố họ muốn giành lại quyền kiểm soát Cửu Long Trại Thành. Tận dụng cơ hội này người Trung Quốc đổ vào đây cư ngụ bất hợp pháp với số lượng lên tới khoảng 2000 người vào năm 1947. Sau nỗ lực bất thành trong việc đuổi những người này ra khỏi Cửu Long Trại Thành năm 1948, chính quyền Anh quyết định gần như bỏ lỏng việc quản lý khu vực dân cư này. Do thiếu sự quản lý từ cả phía Trung Quốc và Hồng Kông, Cửu Long Trại Thành gần như nằm dưới sự kiểm soát của các băng đảng xã hội đen như băng 14K, băng Tân Nghĩa An (新義安) với các hoạt động tội phạm như tổ chức mại dâm, cờ bạc và các ổ thuốc phiện. Tình trạng tội phạm ở đây nghiêm trọng tới mức cảnh sát Hồng Kông khi tuần tra trong khu vực này đều phải đi thành những nhóm lớn.. Tình trạng tội phạm chỉ dần giảm bớt từ giai đoạn 1973-1974 khi cảnh sát tổ chức các chiến dịch truy quét lớn và tới năm 1983 thì cảnh sát trưởng Cửu Long Thành tuyên bố tỉ lệ tội phạm ở đây đã giảm xuống ngưỡng kiểm soát được. Tuy tình trạng tội phạm có giảm nhưng Cửu Long Trại Thành còn được biết tới như là địa điểm hoạt động của đội ngũ bác sĩ và nha sĩ không có giấy phép hành nghề, vì chỉ có ở đây họ mới có thể hoạt động mà không sợ sự truy tố của pháp luật.
Về mặt kiến trúc, Cửu Long Thành Trại chứng kiến nhiều hoạt động xây dựng tu bổ lớn trong giai đoạn thập niên 1960 và 1970. Mật độ nhà tập thể cao tầng ở đây lớn tới mức một số con đường được thắp sáng cả ngày vì ánh sáng Mặt Trời hiếm khi rọi được xuống đến những tầng dưới cùng. Dần dần cả chính quyền Anh và Trung Quốc đều nhận thấy rằng điều kiện sống ở đây là không thể chấp nhận được và họ bắt đầu lên kế hoạch phá bỏ khu vực này sau Tuyên bố chung Trung-Anh năm 1984 với quyết định chính thức được đưa ra ngày 14 tháng 1 năm 1987. 350 triệu đô la Mỹ được chi ra để đền bù cho 33000 dân Cửu Long Trại Thành để họ chuyển khỏi đây, một số người không bằng lòng với khoản đền bù và họ bị buộc phải dời đi trong khoảng thời gian từ tháng 11 năm 1991 tới tháng 7 năm 1992. Tháng 3 năm 1993 việc phá hủy Cửu Long Trại Thành được bắt đầu và công việc được hoàn tất tháng 4 năm 1994 để tạo mặt bằng xây dựng công viên mới cũng lấy tên Cửu Long Trại Thành.

## Sách tham khảo
- Lambot, Ian, biên tập (tháng 9 năm 2007). City of Darkness: Life in Kowloon Walled City. Watermark. ISBN 978-1-873200-13-1.